# Clostridium scindens
Clostridium scindens, és un bacteri capaç de convertir els àcids biliars primaris en àcids biliars secundaris que són tòxics per altres bacteris. També pot convertir glucocorticoides en androgens per desdoblament de la cadena lateral.
Els Clostridis (membres del gènere Clostridium) són bacteris anaerobis, amb motilitat, gairebé omnipresents a la natura, i especialment prevalents en el sòl. Sota el microscopi, apareixen com a cèl·lules llargues, irregulars, i amb una protuberància als seus terminals finals.
C. scincens pot establir-se al còlon humà, i la seva presència està associada amb la resistència a la infecció per C. difficile, a causa de la producció d'àcids biliars secundaris.